# Farok

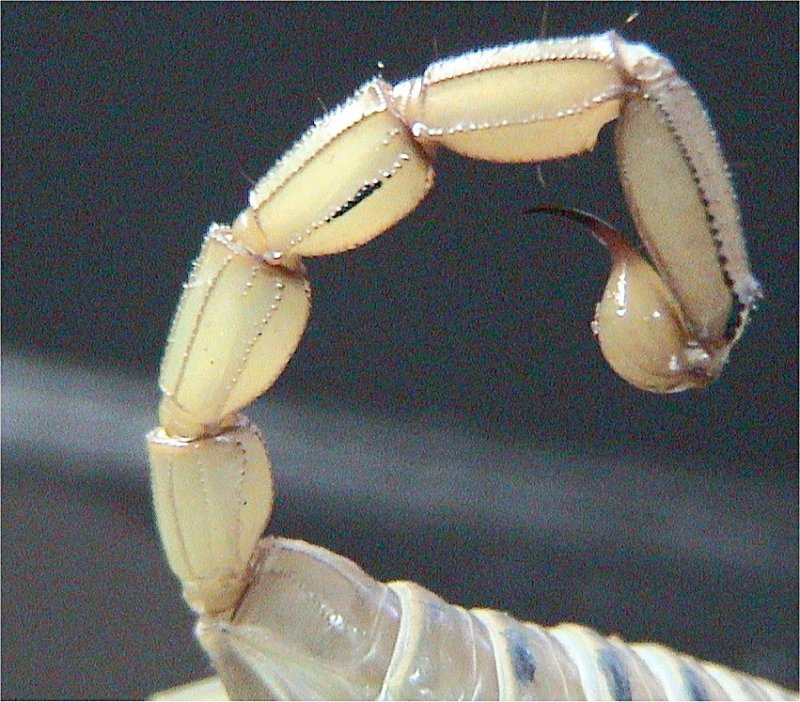
Egy skorpió farka

A farok az állatok hátsó testrésze; a szó általánosságban a torzó egy egyedi, hajlékony függelékére utal. Ez a rész az emlősök és a madarak esetében a keresztcsontnak és a farokcsontnak felel meg. Bár a farok elsősorban a gerincesekre jellemző, egyes gerinctelenek is rendelkeznek vele, például a skorpiók és az ugróvillások.

## Funkció
Az állatok farka különböző módokon használható. A halak és más tengeri életformák farka mozgásra szolgál. Sok szárazföldi állat ezzel a testrészével zavarja el a legyeket és egyéb kellemetlen rovarokat. Egyes csoportok, köztük a macskafélék és a kenguruk a farkukkal egyensúlyoznak, a szélesorrú majmok és oposszumok pedig kapaszkodó farokkal rendelkeznek, ami az ágakba való kapaszkodáshoz alkalmazkodott.

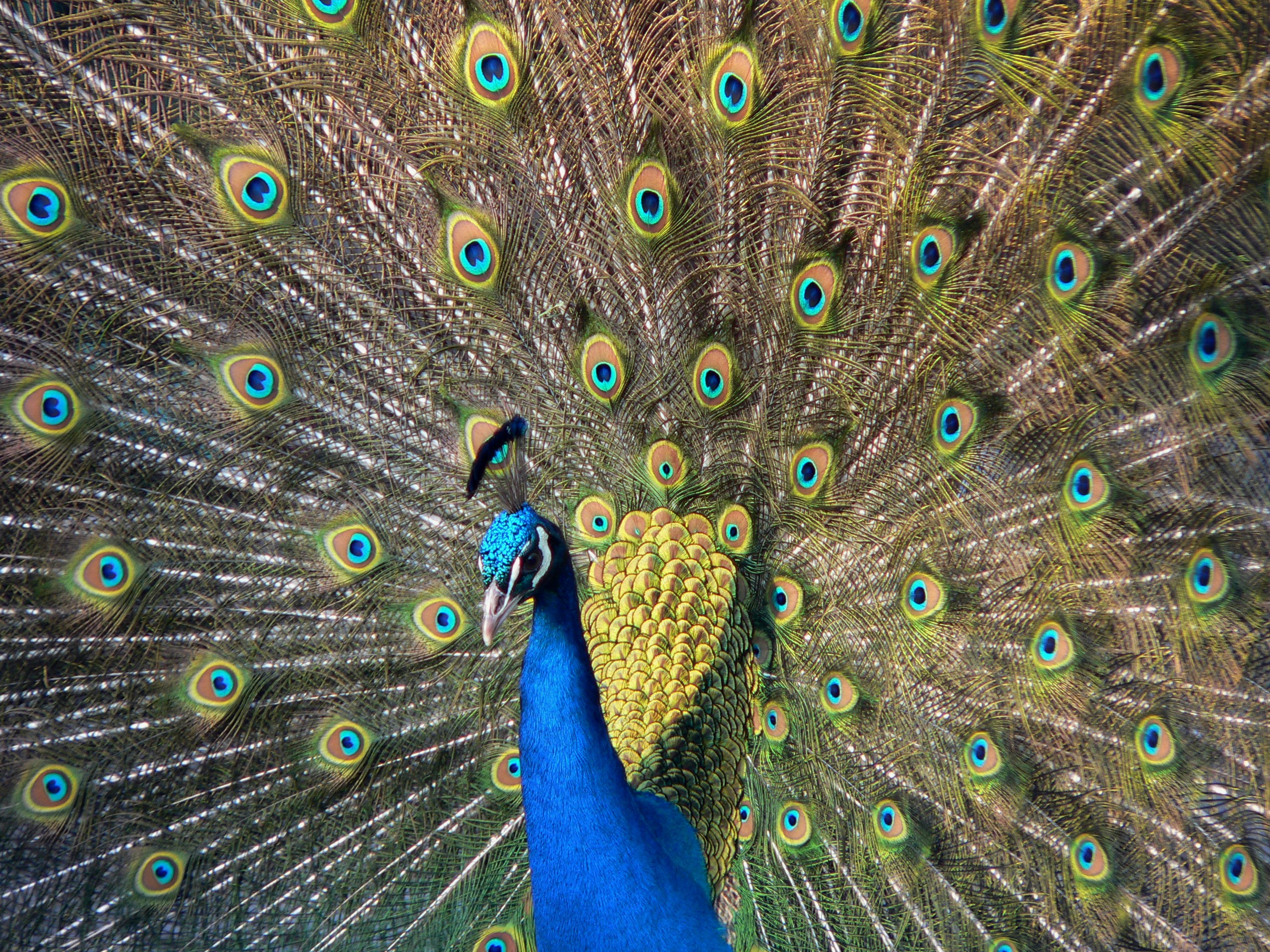
A kék páva farkának célja a párkeresés közbeni pózolás

A farkak szociális jelzésre is használhatók. Egyes szarvasfajok a farkuk alsó, fehér végének felvillantásával figyelmeztetik a többi, közelben levő fajtársat az esetleges veszélyre, a kutyafélék (köztük a házikutya) érzelmeket fejeznek ki vele. Az evolúciós hatások néhány fajnál páncélozott farok kifejlődéséhez vezettek, például a skorpiók esetében, melyeknél a farok mérget is tartalmaz.
Egyes gyíkfajok képesek elválasztani a farkukat a testüktől, ami segítheti ezeket az állatokat a ragadozóktól való menekülés során, az eldobott, vergődő farok ugyanis elvonhatja a támadó figyelmét, illetve a megragadott farok leválasztása közvetlenül is lehetővé teheti a szökést. Az ilyen módon elvesztett farok általában idővel visszanő, habár az új rész rendszerint sötétebb az eredetinél.
A madarak farkának végén hosszú, a repülés irányítására alkalmas tollak helyezkednek el, melyek az ágakon ülő példányoknál az egyensúlyozást is segítik. A paradicsommadaraknál, a lantfarkúmadaraknál, a páváknál és több egyéb fajnál a farktollaknak fontos szerep jut a párválasztás közbeni pózolásnál. Más fajok, például a harkály, valamint a fahágófélék különösen merev farktollai a fatörzseknek szegezve támasztékként szolgálnak.

## Emberi farkak
Az emberi embriók farka a test egyhatod részét teszi ki. Az embrió magzattá fejlődése során a farok eltűnik a növekvő testben, azaz a fejlődő farok egy csökevényes struktúra. Ritka esetben a gyermek egy csigolyák nélküli, csupán erezetet, izmokat és idegeket tartalmazó „lágy farokkal” születik meg, azonban igen kevés olyan eset ismert, aminél a farok kötőszövetet vagy ötnél több csigolyát is tartalmazott. A modern eljárások az orvosok számára lehetővé teszik a farok szülés utáni eltávolítását. Egyes esetekben a farok valójában sacrococcygealis teratóma (kereszt- és farokcsonti vegyes daganat). A leghosszabb feljegyzett emberi farok egy Francia-Indokínában élt 12 éves fiú 229 milliméteres farka volt. Az indiai (nyugat-bengáliai) Chandre Oram 5,11 centiméteres farkával vált ismertté, ezt azonban nem tartják igazinak, rendellenessége inkább a gerinchasadék esete lehet. Az emberek farokcsontja ugyanazon a helyen kapcsolódik a medencéhez, ahol az emlősök farka. A farokcsontot a gerincoszlop aljánál levő összenőtt csigolyák alkotják, rendszerint négy darabból áll. Nem áll ki a testből, de van anatómiai célja: tapadási pontként szolgál az olyan izmok számára, mint a nagy farizom (musculus gluteus maximus).

## Fordítás
Ez a szócikk részben vagy egészben  a   Tail című angol Wikipédia-szócikk ezen változatának fordításán alapul.  Az eredeti cikk szerkesztőit annak laptörténete sorolja fel. Ez a jelzés csupán a megfogalmazás eredetét és a szerzői jogokat jelzi, nem szolgál a cikkben szereplő információk forrásmegjelöléseként.